# James Laxton
James Laxton es un director de fotografía estadounidense conocido actualmente por trabajar junto a Barry Jenkins en 2016, en la película Moonlight.

## Trayectoria
Laxton comenzó su trayectoria como encargado de la fotografía en los cortometrajes "mi Josephine" y "Little Boy de Brown", ambos dirigidos por Barry Jenkins. Luego, ha trabajado en numerosas películas de Jenkins. Por primera vez fue en 2008, en "Medicine for Melancholy", a lo que lo llevó a tener una nominación en los Independent Spirit Award a la mejor fotografía. 

## Reconocimiento
- Independent Spirit Award a la Mejor Fotografía por "Medicine for Melancholy" (Nominado)
- New York Film Critics Circle Awards a la Mejor Fotografía por Moonlight (Ganador)
- San Francisco Film Critics Circle Award a la Mejor Fotografía por Moonlight (Ganador)
- Independent Spirit Award a la Mejor Fotografía por Moonlight (Pendiente)
- Premios Oscar a la Mejor Fotografía por Moonlight (Nominado)

## Premios y reconocimientos
Premios Óscar
| Año  | Categoría        | Película  | Resultado |
| ---- | ---------------- | --------- | --------- |
| 2017 | Mejor fotografía | Moonlight | Nominado  |